# تيم أوريلي

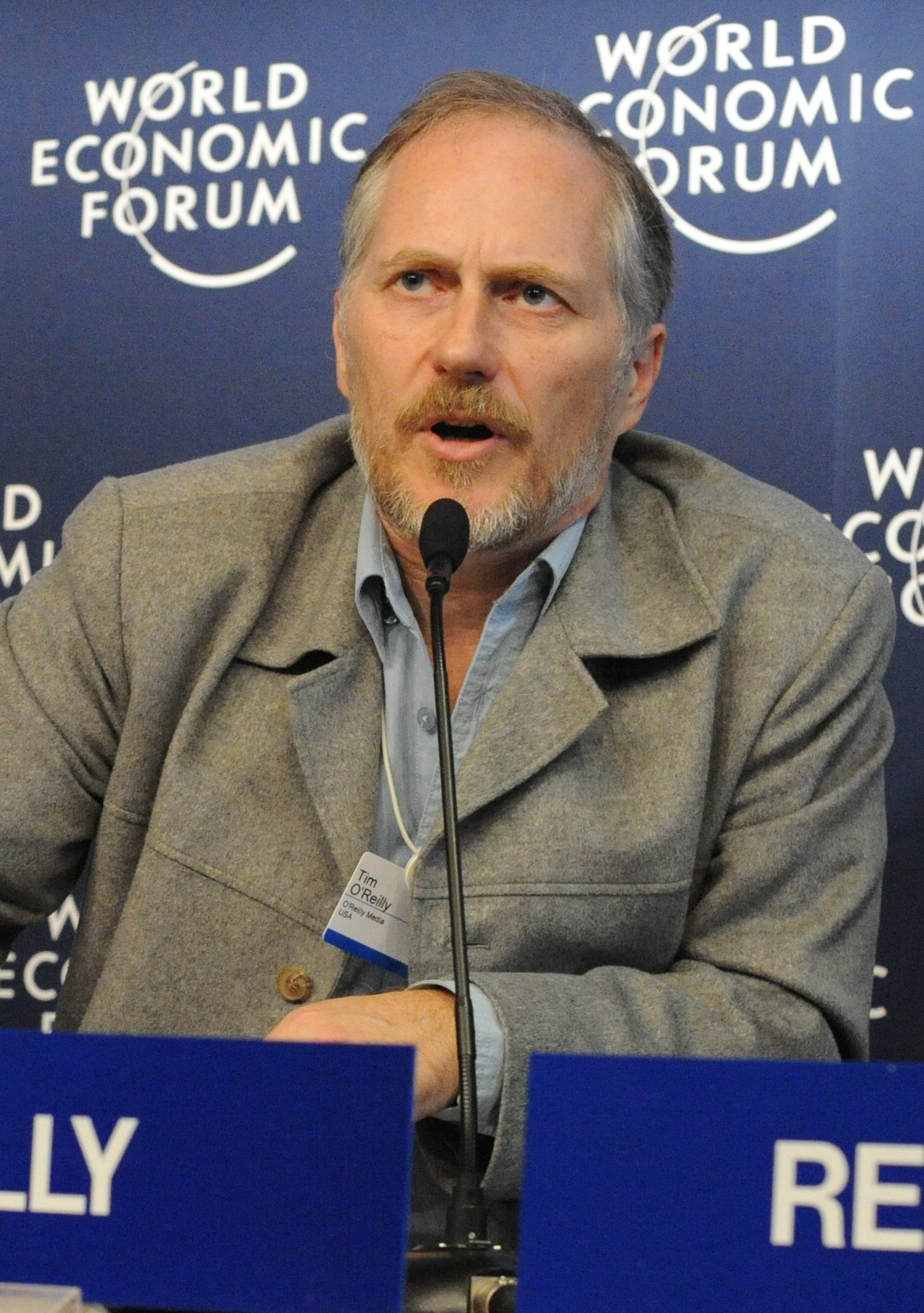
تيم أوريلي

تيم أوريلي (بالإنجليزية: Tim O'Reilly) هو مؤسس أوريلي ميديا (سابقاً أوريلي وشركاه) ومساند لحركتي البرمجيات الحرة والمصدر المفتوح وينسب إليه الفضل في وضع مصطلح وب 2.0.
أوريلي كان مهتماً في بداية الأمر بالأدب عقب التخرج من المدرسة الثانوية، لكن بعد التخرج من كلية هارفرد عام 1975 بالبكالوريوس مع مرتبة الشرف في الكلاسيكيات، أصبح مهتماً بمجال كتيبات الحاسوب. يعَرِف أوريلي شركته على أنها ليست ناشر كتب أو ناشر على الإنترنت أو منظم مؤتمرات (على الرغم من أن الشركة تقوم بالثلاثة) ، لكن يعرفها على أنها شركة نقل للتكنولوجيا قائلاً «تغيير العالم بنشر معرفة المبتكرين». تيم عضو في مجلس إدارة كولاب نت CollabNet ، كان في مجلس إدارة ماكروميديا إلى أن تم دمجها مع أدوبي عام 2005.